# Brent Van Moer
Brent Van Moer   (Beveren, 12 de gener de 1998) és un ciclista belga, professional des del 2019. Actualment corre a l'equip Lotto-Soudal. En el seu palmarès destaca una victòria d'etapa al Critèrium del Dauphiné del 2021.

## Palmarès
- 2015
  - Circuit Het Nieuwsblad júnior
- 2016
  -  Campió de Bèlgica de contrarellotge per equips júnior
  - 1r a la Sint-Martinusprijs Kontich i vencedor d'una etapa
- 2018
  -  Campió de Bèlgica de contrarellotge per equips
  - 1r al Gran Premi Rik Van Looy
  - 1r al Memorial Igor Decraene
- 2018
  -  Campió de Bèlgica de contrarellotge sub-23
  - Vencedor d'una etapa al Triptyque des Monts et Châteaux
- 2021
  - Vencedor d'una etapa al Critèrium del Dauphiné

### Resultats a la Volta a Espanya
- 2020. 100è de la classificació general

### Resultats al Tour de França
- 2021. 65è de la classificació general
- 2022. 121è de la classificació general